# 町野和夫
町野 和夫（まちの かずお、1957年7月31日 - ）は、日本の経済学者。北海道武蔵女子短期大学学長。専門はミクロ経済学。応用ゲーム理論に造詣が深い。ノースカロライナ大学大学院修了。日本経済学会会員。
1980年、京都大学経済学部経済学科卒業。三菱総合研究所研究員となる。1989年、三菱総合研究所を退社。1995年、ノースカロライナ大学チャペルヒル校経済学部大学院博士課程単位取得退学し、北海道大学経済学部助教授に就任。1996年、ノースカロライナ大学Ph.D.（経済学）取得。2004年、北海道大学大学院経済学研究科・経済学部教授に就任。2020年、北海道大学を退職し、北海道武蔵女子短期大学学長に就任。

## 主な著書・論文
- 『ミクロ経済学・入門：ビジネスと政策を読みとく』（共著）有斐閣アルマ、2015年新版・2008年初版
- "Will local cities be able to stop population decline - Hints from Hokkaido" Chapter 15 in Matsushima et al. ed.Social Capital and Development Trends in Rural Areas, Volume 12 MARG, Kyoto University, 2019年
- 「地域の『豊かさ指標』開発の可能性と課題」地域経済経営ネットワーク研究センター年報（北海道大学経済学研究科）第2号、2013年
- 「法政策と経済学　―法政策の目的に関するゲーム理論的考察―」『新世代法政策学研究』5号 、2010年
- 「平等主義の進化的起源と規範形成のゲーム・モデル」経済学研究(北海道大学)　第58巻第4号、2009年